# Leandro Donizete
Leandro Donizete Gonçalves da Silva (Araraquara, Estado de São Paulo, Brasil; 18 de mayo de 1982) es un futbolista brasileño. Juega de volante y su equipo actual es el Santos FC de la Serie A brasileña.

## Clubes
| Club                     | País   | Año           |
| ------------------------ | ------ | ------------- |
| Ferroviária              | Brasil | 2003-2007     |
| Coritiba                 | Brasil | 2008-2011     |
| Atlético Mineiro         | Brasil | 2012-2016     |
| Santos FC                | Brasil | 2017-Presente |
| América Mineiro (cedido) | Brasil | 2018-2019     |

## Palmarés

### Campeonatos regionales
| Título                | Club             | País   | Año  |
| --------------------- | ---------------- | ------ | ---- |
| Campeonato Paranaense | Coritiba         | Brasil | 2008 |
| Campeonato Paranaense | Coritiba         | Brasil | 2010 |
| Campeonato Paranaense | Coritiba         | Brasil | 2011 |
| Campeonato Mineiro    | Atlético Mineiro | Brasil | 2012 |
| Campeonato Mineiro    | Atlético Mineiro | Brasil | 2013 |

### Campeonatos nacionales
| Título  | Club     | País   | Año  |
| ------- | -------- | ------ | ---- |
| Serie B | Coritiba | Brasil | 2010 |

### Copas internacionales
| Título              | Club (*)         | País   | Año  |
| ------------------- | ---------------- | ------ | ---- |
| Copa Libertadores   | Atlético Mineiro | Brasil | 2013 |
| Recopa Sudamericana | Atlético Mineiro | Brasil | 2014 |